# Dániel Gyurta
Dániel Gyurta (ur. 4 maja 1989 w Budapeszcie) – węgierski pływak, złoty i srebrny medalista igrzysk olimpijskich w wyścigu na 200 m stylem klasycznym, mistrz świata, 5-krotny złoty medalista mistrzostw Europy na krótkim basenie, były rekordzista świata. Jego młodszym bratem jest inny węgierski pływak - Gergely Gyurta.

## Kariera
Pływa w klubie Jövő SC, a jego trenerem jest Sándor Széles.
Pierwszy znaczący sukces na skalę światową odniósł w 2004 roku, w wieku 15 lat, kiedy to na igrzyskach olimpijskich w Atenach zdobył srebrny medal na dystansie 200 m stylem klasycznym (2:10,80). W 2005 roku nie wystąpił na mistrzostwach świata w Montrealu z powodu pogorszenia wyników. W 2006 roku z kolei, na mistrzostwach Europy w Budapeszcie zajął 11. miejsce. Kilka miesięcy później, w Helsinkach na mistrzostwach Europy na krótkim basenie zdobył złoty medal na 200 m stylem klasycznym. Tytuł ten obronił rok później na mistrzostwach Europy na krótkim basenie rozgrywanych w Debreczynie, zapewniając jednocześnie 4. miejsce dla Węgrów w klasyfikacji drużynowej.
W 2009 roku zdobył złoty medal podczas mistrzostw świata w Rzymie na dystansie 200 m stylem klasycznym.
W 2009 roku został wybrany najlepszym sportowcem na Węgrzech.
W 2012 roku zdobył złoty medal igrzysk olimpijskich w Londynie na 200 m stylem klasycznym, z wynikiem 2:07,28 min poprawiając o 0,03 s rekord świata Australijczyka Christiana Sprengera.
W 2016 roku został wybrany na ośmioletnią kadencję do Komisji Zawodniczej MKOl.

## Rekordy świata
| Data             | Miejsce | Konkurencja                          | Rezultat    | Status                                |
| ---------------- | ------- | ------------------------------------ | ----------- | ------------------------------------- |
| 1 sierpnia 2012  | Londyn  | 200 m stylem klasycznym (basen 50 m) | 2:07,28 min | do 15 września 2012 Akihiro Yamaguchi |
| 31 sierpnia 2014 | Dubaj   | 200 m stylem klasycznym (basen 25 m) | 2:00,48 min | do 20 listopada 2016 Marco Koch       |

## Wyróżnienia
- Sportowiec roku 2009, 2012, 2013 na Węgrzech[4]
- Najlepszy pływak roku 2013 w Europie